# پلت‌فرم ال‌ایکس کرایسلر
پلت‌فرم ال‌ایکس یک پلت‌فرم اندازه بزرگ محور عقب توسعه‌یافته توسط کرایسلر بود که در سال ۲۰۰۴ برای مدل سال ۲۰۰۵ معرفی شد. ال‌ایکس در آمریکای شمالی توسعه داده شد تا جایگزین پلت‌فرم ال‌اچ قبلی شود که به گونه‌ای طراحی شده بود که بتوان آن را به راحتی به محور عقب و چهار چرخ متحرک ارتقا داد. خودروهای چارجر و ۳۰۰ ال‌دی و چارجر ال‌ای در خط تولید برامپتون در برامپتون، انتاریو، کانادا ساخته شده‌اند. نوع اروپایی و تمام مدل‌های راست‌فرمان در گراتس، اتریش توسط مگنا اشتایر از ژوئن ۲۰۰۵ تا ۲۰۱۰ ساخته شد و در آنجا با نام ال‌ئی شناخته می‌شد.
مدیران کرایسلر تأیید کردند که مهندسان کرایسلر برای مطالعه کلاس-ئی آینده و به همین ترتیب، عناصر ساختاری پایه خودرو مانند صفحه پنجه، معماری قفس ایمنی و همچنین فلسفه مسیر بار از طرح(های) استفاده شده توسط شریک آن زمان، مرسدس-بنز، به آلمان اعزام شدند.

## ال‌ایکس
خودروهایی که از پلت‌فرم ال‌ایکس استفاده می‌کنند عبارتند از:
- ۲۰۰۵–۲۰۱۰ کرایسلر ۳۰۰ سدان،[۲] استیشن واگن (فقط ال‌ئی)
- ۲۰۰۵–۲۰۰۸ دوج مگنوم استیشن واگن[۳]
- ۲۰۰۶–۲۰۱۰ دوج چارجر سدان[۴]

خودروهای مفهومی با استفاده از این پلت‌فرم عبارتند از:
- کرایسلر ناسائو سدان
- کرایسلر ایرفلایت سدان[۵]

## ال‌سی
پلت‌فرم ال‌سی یک مدل کوتاه‌شده از پلت‌فرم ال‌ایکس است که برای چلنجر طراحی شده‌است.
خودروهایی که از پلت‌فرم ال‌سی/ال‌ای استفاده می‌کنند عبارتند از:
- ۲۰۰۸–۲۰۱۴، ال‌سی
- ۲۰۱۵–۲۰۲۳، ال‌ای

دوج چلنجر کوپه
خودروهای مفهومی با استفاده از این پلت‌فرم عبارتند از:
- کرایسلر ۲۰۰سی ای‌وی سدان

## ال‌دی
پلت‌فرم ال‌دی در سال ۲۰۱۱ برای نسل جدید چارجر معرفی شد. این پلت‌فرم کاملاً بازطراحی و به‌روز شده‌است اما ارتباط نزدیکی با ال‌ایکس اصلی دارد.
خودروهایی که از پلت‌فرم ال‌دی استفاده می‌کنند عبارتند از:
- ۲۰۱۱–۲۰۲۳ دوج چارجر
- ۲۰۱۱–۲۰۲۳ کرایسلر ۳۰۰
- ۲۰۱۲–۲۰۱۵ لانچیا تما سدان[۷]

## ال‌ای
کد پلت‌فرم ال‌ای برای دوج چلنجر به‌روز شده در مدل سال ۲۰۱۵ استفاده شده‌است. این پلت‌فرم، اساساً برای این ایجاد شد که به چلنجر اجازه دهد از یک گیربکس هشت سرعته اتوماتیک استفاده کند.
- ۲۰۱۵–۲۰۲۳ داج چلنجر کوپه

## ال‌وای
پلت‌فرم ال‌وای نسخه طویل پلت‌فرم ال‌ایکس است که برای موارد زیر استفاده شده‌است:
- خودروی مفهومی کرایسلر ایمپریال سدان ۲۰۰۶[۹]

## آینده پلت‌فرم ال‌دی
در ژوئن ۲۰۱۸، مدیر عامل سابق فیات کرایسلر، سرجو مارکیونه اظهار داشت که دوج چلنجر و چارجر پلتفرم فعلی ال‌دی را حفظ خواهند کرد که برای نسل بعدی به شدت مورد بازنگری قرار خواهد گرفت. بسیاری از افکار حاکی از آن است که خودروهای فعلی پلت‌فرم ال‌دی به پلت‌فرم جورجیو برخورد خواهند کرد؛ با این حال این موضوع بعداً توسط مارکیونه رد شد و اظهار داشت که جورجیو بیشتر برای خودروهای اسپرت محور اروپایی مناسب است تا خودروهای عضلانی آمریکایی.